# 히라쓰카역
히라쓰카역(일본어: 平塚駅, ひらつかえき)은 일본 가나가와현 히라쓰카시에 있는 동일본 여객철도의 철도역이다.
쇼난 라이너 ·  홈 라이너 오다와라의 일부 ·  오하요 라이너 신주쿠가 정차한다.

## 역 구조
섬식 승강장 2면 4선 형태의 지상역으로, 동쪽 출구와 서쪽 출구에 교상역사를 보유하고 있다.

### 승강장
| 1 | ■ 도카이도 선 (상행)                       | 요코하마 · 시나가와 · 도쿄 방면                    |
| 1 | ■ 쇼난 신주쿠 라인 (다카사키 선 직결/북행) | 시부야 · 신주쿠 · 오미야 방면                      |
| 2 | ■ 도카이도 선 (상행)                       | 요코하마 · 시나가와 · 도쿄 방면 (시발 · 대피 열차) |
| 2 | ■ 쇼난 신주쿠 라인 (다카사키 선 직결/북행) | 시부야 · 신주쿠 · 오미야 방면 (시발 · 대피 열차)   |
| 3 | ■ 도카이도 선 (하행)                       | 오다와라 · 아타미 방면 (대피 열차)                 |
| 3 | ■ 도카이도 선 (상행)                       | 요코하마 · 시나가와 · 도쿄 방면 (시발 열차)        |
| 3 | ■ 쇼난 신주쿠 라인 (다카사키 선 직결/북행) | 시부야 · 신주쿠 · 오미야 방면 (시발 열차)          |
| 4 | ■ 도카이도 선 (하행)                       | 오다와라 · 아타미 방면                             |

## 역세권 정보
- 히라쓰카시청
- 가나가와 대학 쇼난 히라쓰카 캠퍼스
- 도카이 대학 쇼난 캠퍼스

## 승차량 변동
| 연도   | 하루 평균 승차 인원 |
| ------ | ------------------- |
| 1998년 | 60,126              |
| 1999년 | 59,222              |
| 2000년 | 58,142              |
| 2001년 | 57,813              |
| 2002년 | 57,453              |
| 2003년 | 57,393              |
| 2004년 | 57,599              |
| 2005년 | 58,241              |
| 2006년 | 59,016              |
| 2007년 | 60,445              |
| 2008년 | 60,677              |
| 2009년 | 60,264              |

## 역사
- 1887년 7월 11일 - 관설 철도 구 요코하마 역 ~ 고즈역 구간 개통과 동시에 개업했다.
- 1923년 9월 1일 - 간토 대지진으로 인한 액상화 현상으로 사가미강 철교가 붕괴.
- 1987년 4월 1일 - 민영화에 따라 동일본 여객철도의 소속이 되었다.
- 2001년 11월 18일 - 스이카의 사용이 개시되었다.

## 인접역
| 동일본 여객철도 도카이도 본선                    | 동일본 여객철도 도카이도 본선                           | 동일본 여객철도 도카이도 본선 |
| ------------------------------------------------ | ------------------------------------------------------- | ----------------------------- |
| JT 1O 지가사키 구로이소 · 다카사키 · 신주쿠 방면 | 도카이도 선 통근쾌속 · 쾌속 · 쇼난 신주쿠 라인 특별쾌속 | JT 14 고즈 아타미 방면        |
| JT 1O 지가사키 구로이소 · 다카사키 · 신주쿠 방면 | 도카이도 선 보통 · 쇼난 신주쿠 라인 쾌속                | JT 12 오이소 아타미 방면      |